# Acacia oswaldii
Acacia oswaldii é uma espécie de leguminosa do gênero Acacia, pertencente à família Fabaceae.